# Кембриџшир
Кембриџшир (енгл. Cambridgeshire) је грофовија у источном региону Енглеске. Настала је 1960их и 1970их спајањем историјских области Кембриџшир, Ајл ов Ели, Хантингдоншир и Соук ов Питерборо. Грофовија се граничи са грофовијама: Линколншир, Норфок, Сафок, Есекс, Хартфордшир, Бедфордшир и Нортхемптоншир. Главни град је Кембриџ. 
Велика подручја грофовије налазе се на врло ниској надморској висини. Локација Хол Фен лежи на 2,75 метара испод нивоа мора и најнижа је тачка Уједињеног Краљевства. Највиша тачка је на 146 метара.

## Администрација
Кембриџширом управља Веће Кембриџшира у сарадњи са 5 обласних већа. Град Питерборо има аутономну градску управу. 